# II-55
Die II-55 (bulgarisch Републикански път ІІ-55 Republikanski pat II-55, „Republikstraße II-55“) ist eine Hauptstraße (zweiter Ordnung) in Bulgarien.

## Verlauf
Die Straße zweigt von der Straße I-5 bei Debelez (bulgarisch Дебелец) südlich von Weliko Tarnowo (bulgarisch Велико Търнов) nach Süden ab und führt über die Umgehungsstraße von Kilifarewo (Килифарево) entlang des Tals des zur Jantra entwässernden Flusses Beliza. Anschließend ersteigt sie die nördlichen Hänge des Balkangebirges bis auf die Höhe des Passes der Republik (Проход на Републиката, 700 m Meereshöhe). Vom Pass führt sie nach Gurkowo (bulgarisch Гурково) im östlichen Rosental (Розова долина) hinab. Südlich von Gurkowo werden zunächst die Bahnstrecke Sliwen – Simniza, dann die Hauptstraße I-6 und weiter der Fluss Tundscha (Тунджа) gequert. Die Straße führt über Panitscherewo (bulgarisch Паничерево) nach Nowa Sagora (bulgarisch Нова Загора) in der Oberthrakischen Tiefebene, wo sie die Straße II-66 und die Bahnstrecke Sofia – Plowdiw – Burgas kreuzt. Von dort verläuft sie weiter nach Süden, kreuzt zunächst die Autobahn Awtomagistrala Trakija (A 1; Anschluss über die Nebenstraße Nr. 240) und führt über Mlekarewo und Nowoselez sowie an der großen Elektrizitätszentrale Mariza-Istok (ТЕЦ Марица изток) vorbei durch Polski Gradez (Kreuzung mit der Straße 559), Madrez und Glawan zur Einmündung der Straße II-76. Die Fortsetzung verläuft über Mladinowo (Младиново) und erreicht das weite Tal der Mariza. Die II-55 kreuzt die Autobahn Awtomagistrala Mariza (A 4) bei deren Anschlussstelle 97 Swilengrad und erreicht die Stadt Swilengrad, wo sie in einem Kreisverkehr an der Hauptstraße I-8 endet.